# Peter Tomka
Peter Tomka (Banská Bystrica, 1 juni 1956) is een Slowaaks rechter en voormalig ambassadeur. Sinds 2003 is hij rechter voor het Internationale Gerechtshof in Den Haag en voor de periode 2012 tot 2015 president van het hof.

## Levensloop
Tomka studeerde aan de Karelsuniversiteit Praag en behaalde daar in 1979 cum laude zijn mastertitel in rechtsgeleerdheid, werd daar in 1981 doctor iuris in internationaal recht en in 1985 Ph.D. in internationaal recht.
Hij werkte voor verschillende faculteiten en instituten op gebied van internationaal recht, waaronder in 1988 voor de Haagsche Academie voor Internationaal Recht. Sinds 1991 werkte hij voor het ministerie van buitenlandse zaken, waaronder van 1993 tot 1994 als plaatsvervangend ambassadeur bij de Verenigde Naties. Hier was hij aansluitend ambassadeur tot 1997 en nogmaals van 1999 tot 2003.
In 2003 werd hij benoemd tot rechter voor het Internationale Gerechtshof in Den Haag voor de periode tot 2021. Vanaf 2009 was hij vicepresident van het hof en voor de periode 2012 tot 2015 is hij door de mederechters gekozen tot president van het hof.
Parallel aan zijn functie bij het hof, was hij in 2005 een van de arbiters voor het Permanent Hof van Arbitrage in Den Haag in het geschil tussen België en Nederland over de heropening van de IJzeren Rijn met een traject door Limburg. Ook hield hij zich bezig met verschillende andere disputen.
- Gemeinsame Normdatei: 1030453519
- International Standard Name Identifier: 0000 0003 9666 7768
- Library of Congress Control Number: n2013067341
- Nationale Bibliotheek van Polen: a0000003540650
- Nederlandse Thesaurus van Auteursnamen: 314907297
- Système universitaire de documentation: 190451726
- Virtual International Authority File: 291619570
- WorldCat: E39PBJbM4qDXcpCpJgxqKYHXBP